# Argobuccinum
Argobuccinum is een geslacht van weekdieren uit de klasse van de Gastropoda (slakken).

## Soorten
- Argobuccinum pustulosum (Lightfoot, 1786)

### Synoniemen
- Argobuccinum (Cymatiella) Iredale, 1924 => Cymatiella Iredale, 1924
  - Argobuccinum (Cymatiella) nassariforme (G. B. Sowerby III, 1902) => Sassia nassariformis (G. B. Sowerby III, 1902)
- Argobuccinum (Fusitriton) Cossmann, 1903 => Fusitriton Cossmann, 1903
  - Argobuccinum (Fusitriton) murrayi E. A. Smith, 1891 => Fusitriton murrayi (E. A. Smith, 1891) => Fusitriton magellanicus (Röding, 1798)
- Argobuccinum (Gyrineum) Link, 1807 => Gyrineum Link, 1807
  - Argobuccinum (Gyrineum) pusilla (Broderip, 1833) => Gyrineum pusillum (Broderip, 1833)
- † Argobuccinum (Haurokoa) C. A. Fleming, 1955 =>  † Haurokoa C. A. Fleming, 1955
- Argobuccinum (Ranella) Lamarck, 1816 => Ranella Lamarck, 1816
  - Argobuccinum (Ranella) giganteum (Lamarck, 1816) => Ranella olearium (Linnaeus, 1758)
- Argobuccinum argus (Gmelin, 1791) => Argobuccinum pustulosum (Lightfoot, 1786)
- Argobuccinum gemmiferum (Euthyme, 1889) => Ranella gemmifera (Euthyme, 1889)
- Argobuccinum giganteum (Lamarck, 1816) => Ranella olearium (Linnaeus, 1758)
- Argobuccinum magellanicus (Röding, 1798) => Fusitriton magellanicus (Röding, 1798)
- Argobuccinum murrayi E. A. Smith, 1891 => Fusitriton murrayi (E. A. Smith, 1891) => Fusitriton magellanicus (Röding, 1798)
- Argobuccinum pertuberculiferum Bellardi in Sacco, 1872 => Ranella olearium (Linnaeus, 1758)
- Argobuccinum proditor (Frauenfeld, 1865) => Argobuccinum pustulosum (Lightfoot, 1786)
- Argobuccinum ranelliforme (P. P. King, 1832) => Argobuccinum pustulosum (Lightfoot, 1786)
- Argobuccinum retiolus Hedley, 1914 => Fusitriton retiolus (Hedley, 1914)
- Argobuccinum rude (Broderip, 1833) => Priene scabrum (P. P. King, 1832)
- Argobuccinum scabrum (P. P. King, 1832) => Priene scabrum (P. P. King, 1832)
- Argobuccinum tristanense Dell, 1963 => Argobuccinum proditor tristanense Dell, 1963
- Argobuccinum tumidum(Dunker, 1862) => Argobuccinum pustulosum (Lightfoot, 1786)